# Ioannis Masmanidis
Ioannis Masmanidis (em grego: Γιάννης Μασμανίδης - Leverkusen, 9 de março de 1983) é um futebolista alemão de ascendência grega. Atualmente, joga pelo CS Visé.
Começou a carreira no Bayer Leverkusen, em 2001.